# Lemberg-Czernowitz-Jassy-Eisenbahn
Die Lemberg-Czernowitz-Jassy-Eisenbahn (LCJE) war ein Eisenbahnunternehmen in Österreich und Rumänien. Das Streckennetz der Gesellschaft lag in Galizien, in der Bukowina und im Fürstentum Moldau. Heute befindet sich das ehemalige Bahngebiet in der Ukraine und in Rumänien.

## Geschichte

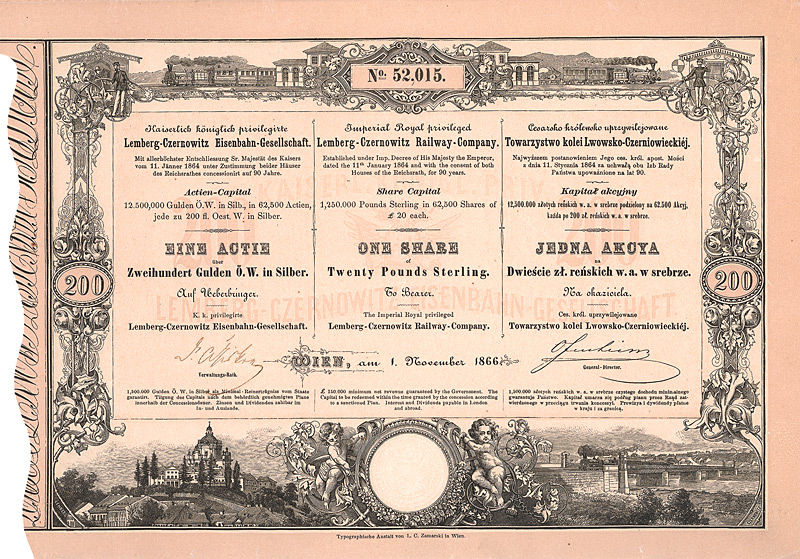
Aktie über 200 Gulden ö.W. von 1866

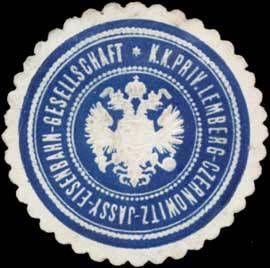
Siegelmarke

Sie entstand unter einem Konsortium um den Eisenbahnindustriellen Victor Ofenheim nach dem Erwerb der Konzessionsurkunde für die Bahnstrecke Lemberg–Czernowitz am 11. Januar 1864 und hieß zunächst Lemberg-Czernowitzer Eisenbahn. Der Bau der Strecke schritt schnell voran und konnte am 1. September 1866 vollendet werden.
Am 15. Mai 1867 wurde der Gesellschaft die Konzession zum Bau und Betrieb der Lokomotiv-Eisenbahn von Czernowitz nach Suczawa erteilt; diese Strecke wurde dann am 28. Oktober 1869 eröffnet.
1868 erhielt die Gesellschaft von Rumänien die Konzession zum Bau und Betrieb der Eisenbahn von Suczawa nach Jassy mit den Flügelbahnen nach Botuschani und nach Roman (eröffnet 1869/71). Da das Bahngebiet nun beträchtlich erweitert wurde, firmierte die Bahngesellschaft ab 14. Oktober 1868 als „k.k. privilegierte Lemberg-Czernowitz-Jassy-Eisenbahngesellschaft“.
Die Strecken der LCJE waren in österreichische (355,515 km) und rumänische Linien (224,068 km) unterteilt. Die Gesamtlänge der Strecken betrug 579,583 Kilometer. Darüber hinaus war die LCJE an folgenden Lokalbahnen beteiligt:
- Lokalbahn Czernowitz–Nowosielitza (* 5. Juni 1884[4])
- Eisenbahn Lemberg–Bełżec (Tomaszów) (* 23. Juni 1886[5])
- Bukowinaer Lokalbahnen (* 16. April 1887[6])
- Kolomeaer Lokalbahnen (* 28. April 1886[7])

Da sich die Beschwerden über die Betriebsbedingungen der Bahn nach der Aufnahme des Vollbetriebes stark häuften (unter anderem Einsturz einer Eisenbahnbrücke über den Pruth), wurde der Betrieb der österreichischen Linien vom 7. Oktober 1872 unter staatliche Zwangsverwaltung gestellt und diese erst am 31. Juli 1875 wieder aufgehoben.
Auch bei den rumänischen Linien häuften sich die Missstände, so dass auch hier ab 1888 eine Zwangsverwaltung erfolgte. Nach dem Einreichen einer Klage seitens der Bahngesellschaft gegen die Vorgehensweise des rumänischen Staates kam es zur Übernahme der rumänischen Linien durch den Staat; diese gingen in den Besitz der rumänischen Staatsbahnen Căile Ferate Române (CFR) über. Auf österreichischer Seite erfolgte ebenfalls auf Grund der Gesetzeslage eine Übernahme des Betriebes durch die k.k. Staatsbahnen (kkStB) ab dem 1. Juli 1889.
Nach Ende des Ersten Weltkrieges kam der Großteil der Bahnstrecken zu Rumänien und wurde ebenfalls von dessen Staatsbahnen geführt und übernommen. Der Streckenabschnitt Lemberg–Śniatyń kam zu Polen und wurde am 24. März 1928 verstaatlicht (unter Eingliederung in die Polnischen Staatsbahnen).

## Strecken

Österreichische Linien der LCJE

Österreichische Linien
- Lemberg–Czernowitz (* 1866)
- Czernowitz–Suceava (* 1869)

Rumänische Linien
- Suceava–Roman (* 1869)
- Pașcani–Jassy (* 1870)
- Verești–Botuschani (* 1871)

## Lokomotiven
| IIa       | 103–104                        |  | 2  | Maffei                                               | 1855       | 1B n2  | 14.01       | 1887 von Kaiser-Ferdinands-Nordbahn erworben |
| IIIa IIIb | 18–27 46–48                    |  | 10 | StEG Sigl/Wien Neilson & Co./Glasgow                 | 1866, 1870 | 1B n2  | 18.01–13    |                                              |
| IIIa'     | 101–103                        |  | 4  | Manning Wardle Worcester Engine                      | 1865       | C n2t  | 95.01–03    |                                              |
| IIId      | 28"–31" (ab 1875: 124–128)     |  | 5  | Sigl/Wiener Neustadt                                 | 1873       | 1B n2  | 19.08–11    |                                              |
| IIIe      | 123–127                        |  | 5  | Wiener Neustadt                                      | 1870       | 2'B n2 | 1.24–28     |                                              |
| IV        | 28–33                          |  | 6  | Gouin                                                | 1869       | C n2   | CFR 201–206 | 1888 an CFR                                  |
| IVd       | 1–17 35–63 68–69               |  | 30 | Sigl/Wien, Sigl/Wr. Neustadt StEG Dübs & Co./Glasgow | 1870       | 2'B n2 | 40.01–30    |                                              |
| IVe       | 55–57 (ab 1875: 155–157) 64–67 |  | 7  | Sigl/Wien Sigl/Wr. Neustadt                          | 1872–1874  | C n2   | 46.37–46.43 |                                              |
| IVf       | 70–77                          |  | 8  | Floridsdorf                                          | 1876–1878  | D n2   | 171.21–28   |                                              |

| Lokomotiven der für Rechnung der Eigentümer betriebenen Lokalbahnen | Lokomotiven der für Rechnung der Eigentümer betriebenen Lokalbahnen | Lokomotiven der für Rechnung der Eigentümer betriebenen Lokalbahnen | Lokomotiven der für Rechnung der Eigentümer betriebenen Lokalbahnen | Lokomotiven der für Rechnung der Eigentümer betriebenen Lokalbahnen | Lokomotiven der für Rechnung der Eigentümer betriebenen Lokalbahnen | Lokomotiven der für Rechnung der Eigentümer betriebenen Lokalbahnen | Lokomotiven der für Rechnung der Eigentümer betriebenen Lokalbahnen |
| Nummer                                                              | Bild                                                                | Einsatzort                                                          | Hersteller                                                          | Baujahre                                                            | Bauart                                                              | kkStB-Nr.                                                           | Anmerkung                                                           |
| ------------------------------------------------------------------- | ------------------------------------------------------------------- | ------------------------------------------------------------------- | ------------------------------------------------------------------- | ------------------------------------------------------------------- | ------------------------------------------------------------------- | ------------------------------------------------------------------- | ------------------------------------------------------------------- |
| 01–03                                                               |                                                                     | Bukowinaer Lokalbahnen                                              | Krauss/Linz                                                         | 1886–1889                                                           | C n2t                                                               | 94.31–33                                                            |                                                                     |
| 012–014                                                             |                                                                     | Bukowinaer Lokalbahnen                                              | Krauss/Linz                                                         | 1884                                                                | B n2t                                                               | 83.31–33                                                            |                                                                     |
| (015)                                                               |                                                                     | Bukowinaer Lokalbahnen                                              | Krauss/Linz                                                         | 1886                                                                | C n2t                                                               | 94.34                                                               | mit LCJE-Nr. 104 (III) bezeichnet                                   |
| (016–017)                                                           |                                                                     | Neue Bukowinaer Lokalbahnen                                         | Krauss/Linz                                                         | 1891                                                                | C n2t                                                               | 94.35–36                                                            | schon als kkStB 9435 und 36 geliefert                               |
| (020–021)                                                           |                                                                     | Bukowinaer Lokalbahnen                                              | Sigl/Wien                                                           | 1887                                                                | C n2                                                                | 40.29–30                                                            | mit den LCJE-Nummern 68 und 69 an kkStB                             |
| 031–034                                                             |                                                                     | Kolomeaer Lokalbahnen                                               | StEG                                                                | 1886                                                                | C n2t                                                               | 98.01–04                                                            |                                                                     |